# Citadel van Rijsel

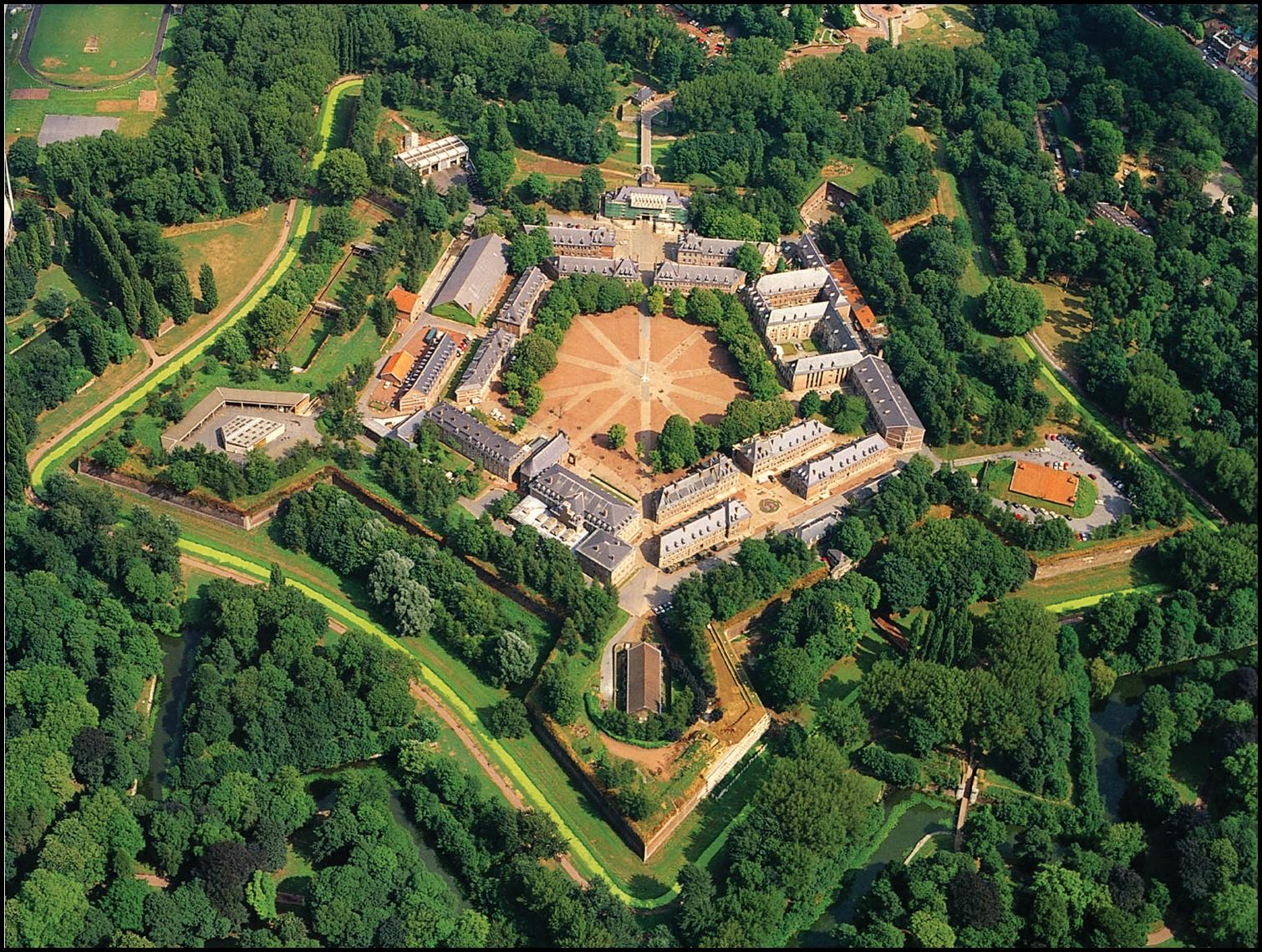
Luchtfoto van de Citadel van Rijsel

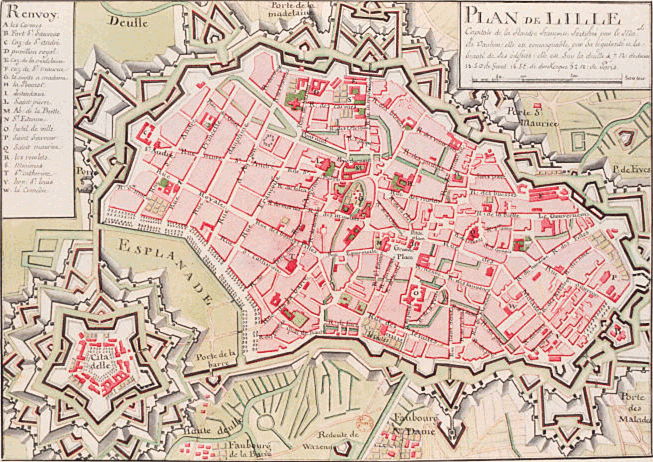
Kaart met verdedigingswerken rond Rijsel, met linksonder de citadel

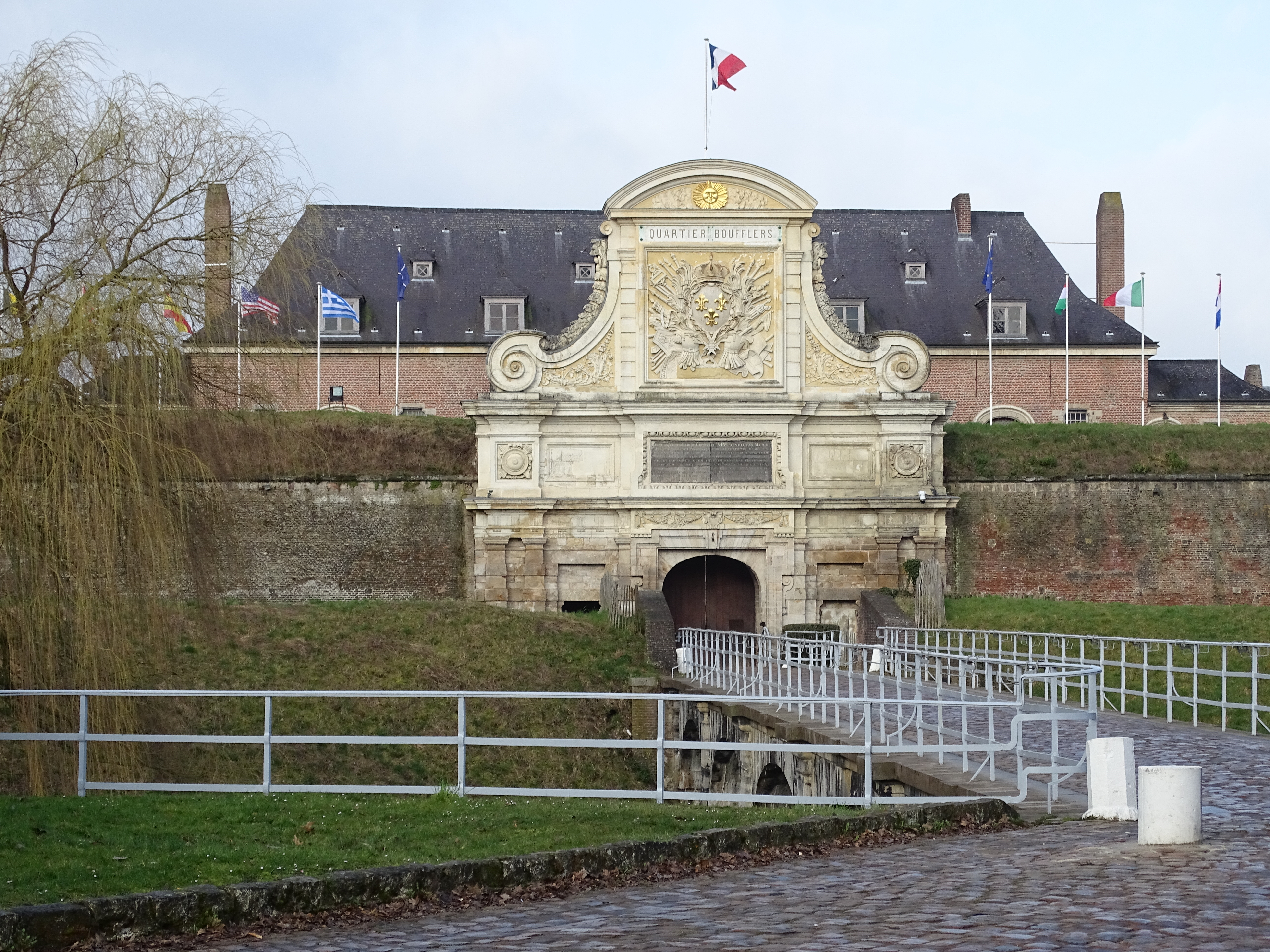
Ingang van de binnenplaats, februari 2019

De Citadel van Rijsel (Frans: Citadelle de Lille) is een 17e-eeuwse citadel aan de rand van het centrum van de Franse stad Rijsel.
De citadel werd gebouwd in opdracht van Sébastien Le Prestre de Vauban, nadat de stad in 1667 onder Lodewijk XIV door de Fransen werd ingenomen. Vauban, de architect van vele Franse citadels, ontwierp de Rijselse citadel als onderdeel van een verdedigingsgordel langs de Franse noordgrens.
In augustus 1667 werd Rijsel door Franse troepen op de Spanjaarden veroverd. Kort daarna gaf koning Lodewijk XIV opdracht tot de bouw van een fort. Vauban maakte de bouwplannen en deze werden door de koning in oktober 1667 goedgekeurd. Bij het ontwerp zorgde Vauban dat geen enkele muur door de vijand kon worden benaderd zonder dat zij beschoten kon worden door soldaten achter een aangrenzende muur. De bouwwerkzaamheden begonnen in december 1667. In 1671 was de citadel operationeel terwijl aan de stad verder werd gewerkt. Het werk werd in 1673 afgerond.
De bouwlocatie in het westen van Rijsel was drassig vanwege de samenloop van twee rivieren. Vauban zag het water en de drassige bodem, een vorm van inundatie, als een extra natuurlijke verdedigingsmiddel om een vijandelijke belegering zo moeilijk mogelijk te maken. Met een systeem van sluizen en waterpoorten kon de directe omgeving van de citadel binnen 48 uur onder water worden gezet. Tussen de citadel en de stad ligt een open vlakte, de esplanade zoals aangegeven op de kaart. Deze werd onder water gezet of de vijand werd gedwongen over open terrein de citadel aan te vallen. Er waren twee muren die de stad en de citadel verbonden en deze maakten onderdeel uit van de vestingmuur. Vauban maakte de verbindingsmuren met opzet zwak, ze konden snel worden afgebroken als de vijand de stad had bezet en via de muren de citadel wilde aanvallen.
De citadel is tweemaal belegerd. In 1708, tijdens de Spaanse Successieoorlog (1701–1713), werd de stad ingenomen en gaf zich over 23 oktober. Het verzet vanuit de citadel bleef, maar deze moest zich op 8 december overgeven vanwege een gebrek aan voedsel en munitie. In 1792 belegerden 35.000 Oostenrijkers de stad, maar ditmaal slaagden de troepen er niet in de stad en citadel in te nemen.
Léon Trulin, een Belgische spion, werd hier gevangen gezet en op 18-jarige leeftijd gefusilleerd in een gracht van de citadel.
De citadel is nog steeds militair terrein. In de kazerne, Quartier Boufflers, genoemd naar maarschalk Boufflers, is het hoofdkwartier gelegen van het Snel Interventiekorps van het Franse leger.